# Die andere Seite (película de 1931)
Die andere Seite  (en español, Al otro lado, El otro lado o El otro bando) es una película antibelicista alemana dirigida en 1931 por Heinz Paul, con Conrad Veidt, en el papel protagónico, Theodor Loos, Friedrich Ettel y Wolfgang Liebeneiner. Fue prohibida en la Alemania nazi.
Está basada en la obra de teatro Journey's End, de Robert C. Sheriff, por lo que sus protagonistas retratan militares británicos, concretamente oficiales a diferencia de otra película alemana del año anterior, Vier von der Infanterie (1930), de Georg Wilhelm Pabst, con Fritz Kampers y Gustav Diessl, que trata la guerra desde el punto de vista de los soldados rasos, aunque también ambientada en las trincheras del Frente Occidental —al igual que la producción estadounidense Sin novedad en el frente, también de 1930—.